# Pierre Biard l'Aîné
Pour les articles homonymes, voir Biard (homonymie).
Ne doit pas être confondu avec Pierre Biard ou Pierre II Biard.
Pierre Ier Biard dit l'Aîné (Paris, 1559 - Paris, 17 septembre 1609) est un sculpteur et architecte français.

## Biographie
Petit-fils de Colin Biart, maître maçon, et fils de Noël Biard, maître charpentier, sculpteur et menuisier (connu de 1551 à 1570 aux chantiers du Louvre et de Fontainebleau), Pierre Ier Biard se forme auprès de son père.
Entre 1577 et 1590, il effectue un long voyage à Rome, où il découvre la statuaire antique et les chefs-d'œuvre de Michel-Ange et de Jean de Bologne, qui marqueront durablement son art.
En 1592, peu après son retour à Paris, Pierre Ier Biard reçoit la charge de Surintendant des bâtiments du roi. Les commandes vont alors se succéder, et Biard réalise pendant cette période plusieurs monuments funéraires et décors architecturaux.
En 1597, il est chargé d'élever le tombeau de François de Foix-Candale, évêque d'Aire, au couvent des Augustins de Bordeaux. Le 3 septembre 1597, il signe un contrat avec Jean-Louis de Nogaret de La Valette, duc d'Épernon et gouverneur de Gascogne, et son épouse Marguerite de Foix-Candale, pour la réalisation de leur monument funéraire dans l'église Saint-Blaise de Cadillac. Le monument, connu par un dessin du voyageur hollandais Van der Hem (Paris, Bibliothèque Nationale de France), a été détruit en 1792, mais plusieurs éléments ont subsisté : c'est le cas de la grande Renommée en bronze (Paris, musée du Louvre) qui surmontait le monument. Entrée au Louvre en 1835, ces ailes de bronzes sont l'objet d'une restauration menée en 1803 par le sculpteur Joseph Chinard. D'autres fragments plus modestes de ce tombeau ont survécu (Bordeaux, musée d'Aquitaine).
Toujours pour le duc d'Epernon, Biard dessine les plans du château de Cadillac, et réalise plusieurs cheminées du château (in situ).

En 1601, il réalise les sculptures du jubé de l'église Saint-Étienne-du-Mont à Paris, dont les deux figures de jeunes hommes aux regards extatiques surmontant les portes menant au chœur.  

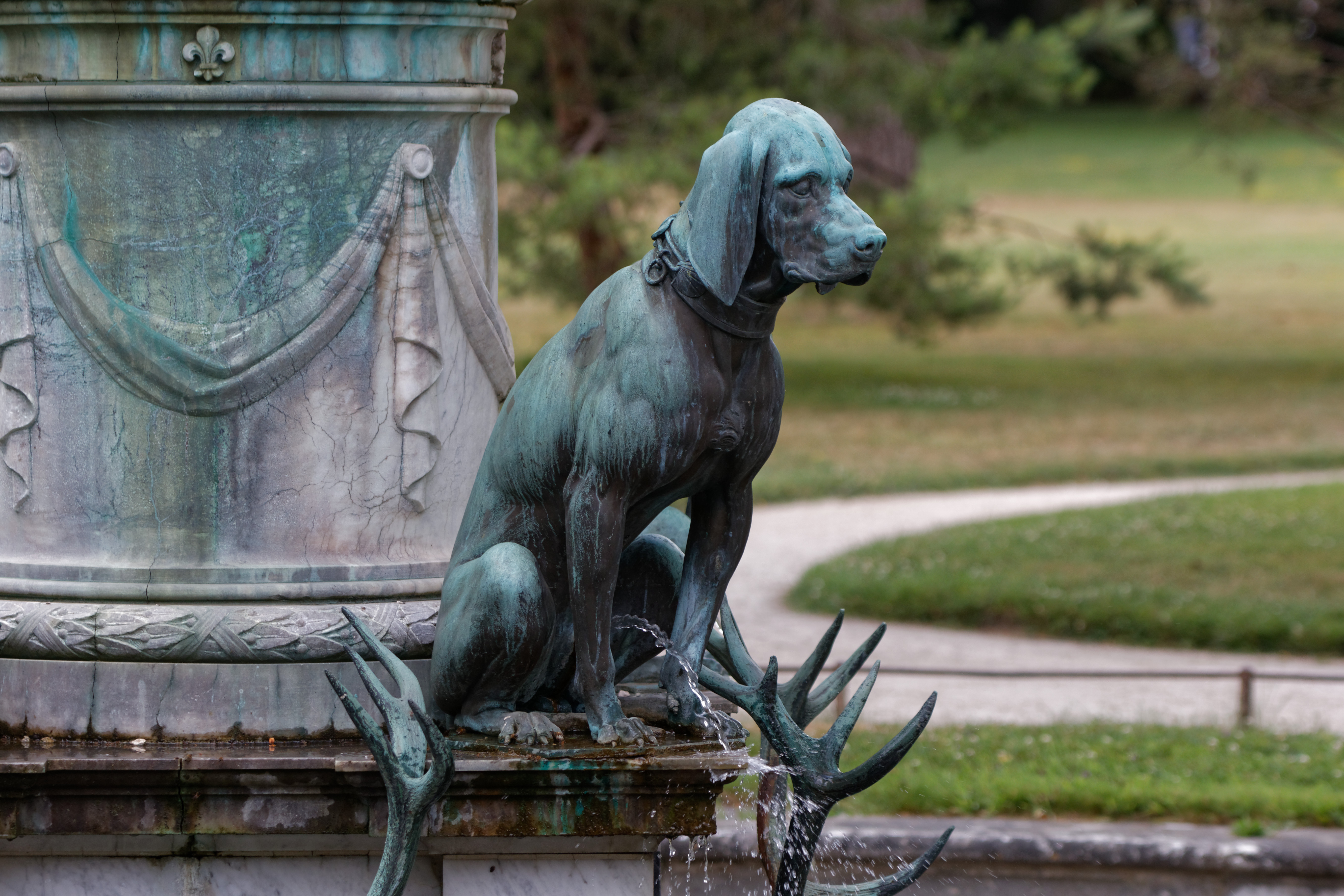
Chien assis (1603), détail de la Fontaine de Diane, jardin de Diane, Fontainebleau.

En 1603, il est engagé pour la réalisation sculpturale de 4 chiens et 4 cerfs pour la fontaine de Diane de Fontainebleau.  
En 1604, il décore le tympan de l'hôtel de ville de Paris d'un bas-relief montrant Henri IV à cheval. Le bas-relief, considéré alors comme le chef-d'œuvre de l'artiste, était déjà endommagé au milieu du XVIIe siècle, et fut détruit en 1792. 
Enfin, Biard est cité dans les travaux de la Petite Galerie du Louvre, et réalise deux Captifs encadrant l'entrée des appartements de Catherine de Médicis, probablement détruits lors des réaménagements menés au XVIIe siècle.
Il commence également la statue en marbre du priant de Donadieu de Puycharic, reprise à partir de 1607 par Gervais Delabarre.

## Mariage et descendance
Pierre I Biard est marié à Éléonore Fournier, une des filles de l'architecte Florent Fournier,, . Ils demeurent rue de la Cerisaie, paroisse Saint-Paul. Ils sont parents d'au moins deux fils et de deux filles :
- Pierre II Biard (1592-1661) sera sculpteur comme son père ;
- Marie Biard, mariée en premières noces à Antoine Desjardins, maître maçon est veuve, demeurant rue Saint-Martin, quand elle se remarie en secondes noces, en 1635, avec François Boudin, maître ceinturier demeurant rue Transnonain[12]
- Balthazar Biard, peintre ;
- Barbe Biard (?-1667[13]), mariée à Sébastien Bruant (?-1670[14],[15]), charpentier de Monsieur[16]. Dont postérité (voir Jacques Bruant et Libéral Bruand).

## Réalisations

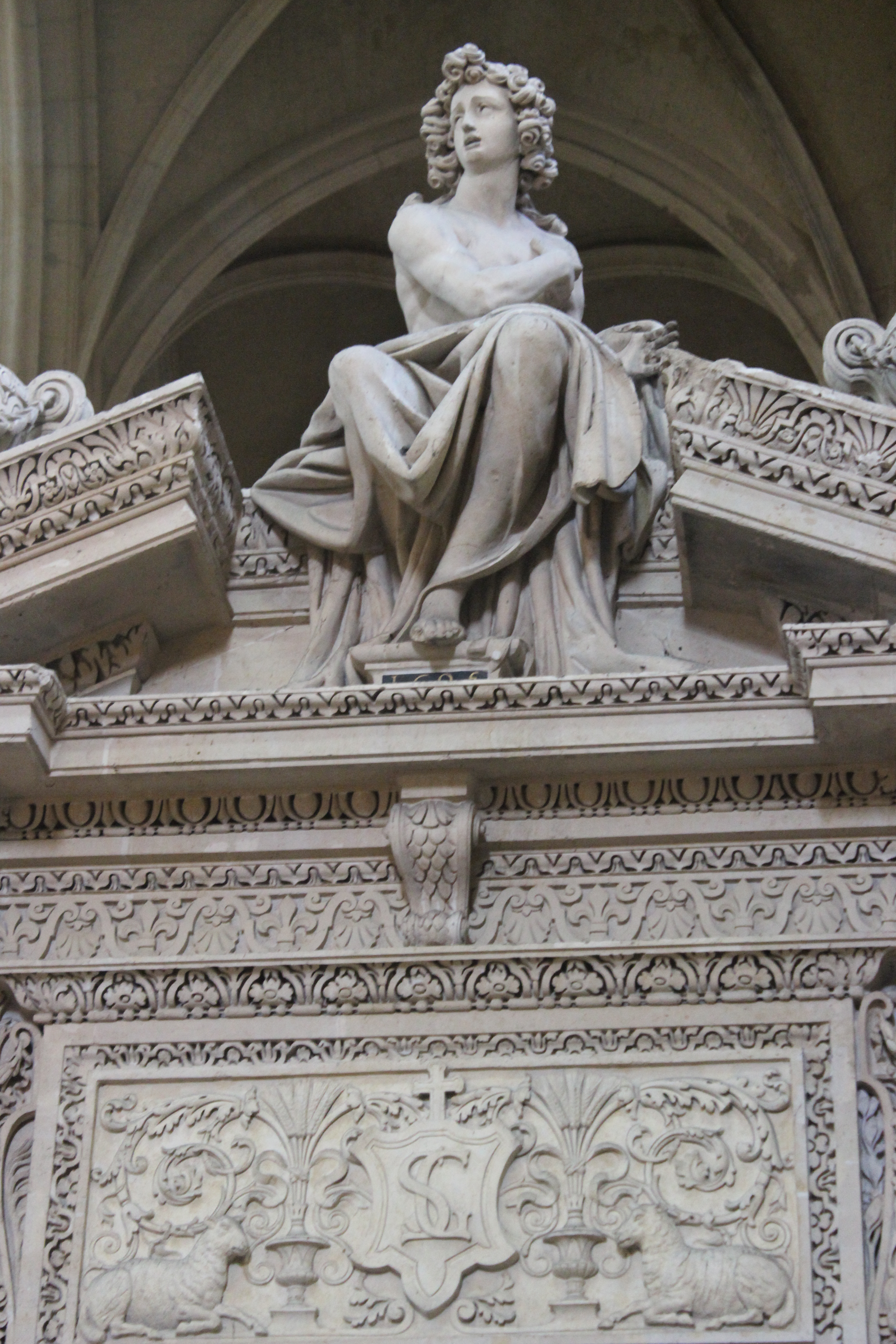
Jubé de l'église Saint-Étienne-du-Mont (c. 1600).

- 1597 : Tombeau de François de Foix, évêque d'Aire, au couvent des Augustins de Bordeaux (détruit)[17]
- 1597 : Monument funéraire dans l'église Saint-Blaise de Cadillac de Jean-Louis de Nogaret de La Valette, duc d'Épernon et gouverneur de Gascogne, et son épouse Marguerite de Foix-Candale (fragments conservés)
- Plans du château de Cadillac et cheminées
- 1600-1601 : Sculptures du jubé de l'église Saint-Étienne-du-Mont à Paris (Crucifix entre la Vierge et saint Jean, en bois, détruit [11]; et deux orants en pierre, conservés)[18].
- 1601 : Chapelle Notre-Dame-de-la-Grâce à Chantilly (détruite)
- 1602 : Fontaine à Chantilly (détruite)
- 1602-1604 : Deux Captifs pour la façade occidentale de la Petite Galerie du Louvre (détruits)
- 1603 : Quatre Têtes de Cerf et quatre Chiens limiers assis du piédestal de la fontaine de Diane, Jardin de Diane du château de Fontainebleau[19]
- 1604 : Lutrin de bronze pour la chapelle du Nom-de-Jésus à l'église Saint-Gervais-Saint-Protais à Paris (détruit)
- 1605 : Bas-relief équestre d'Henri IV pour la façade de l'Hôtel de Ville de Paris (détruit)
- 1606 : Figures de la contre-façade d'entrée de l'Hôtel de Ville (Paris, musée Carnavalet)
- 1607 : Monument équestre d'Henri Ier de Montmorency à Chantilly